# Крючков, Василий Дмитриевич
Василий Дмитриевич Крючков (род. 16 апреля 1928, с. Казановка, Богородицкий уезд, Тульская губерния, РСФСР — 19 апреля 2017) — советский партийный и украинский государственный деятель. Кандидат в члены Политбюро (1984—1990), секретарь ЦК КПУ (1984—1988).

## Биография
Родился в крестьянской семье. Отец Дмитрий Егорович (1883—1967) и мать Ефимия Кирилловна (1887—1963). Жена Надежда Ефремовна (1927—2000), сын Владимир (1952) — инженер, лауреат Государственной премии Украины, директор центра.
В 1951 окончил Тульский механический техникум, в 1967 г. — физико-технический факультет Днепропетровского государственного университета по специальности инженер-механик в сфере производства летательных аппаратов.
В 1945—1947 гг. — заведующий отделом физической культуры и спорта исполнительного комитета Куркинского районного совета Тульской области.
Член ВКП(б) с 1949 г.
- 1951—1969 гг. — мастер, старший мастер, заместитель начальника, начальник 4-х цехов основного производства 
Южного машиностроительного завода (Южмаш) города Днепропетровска,
- 1969—1974 гг. — секретарь партийного комитета Южмаша,
- 1974—1984 гг. — заведующий отделом оборонной промышленности ЦК КПУ,
- 1984—1988 гг. — секретарь ЦК КПУ—заведующий отделом оборонной промышленности,
- 1988—1990 гг. — заведующий отделом оборонной промышленности ЦК КПУ.

Кандидат в члены Политбюро ЦК КПУ (1984—1990).
С 1994  г.— консультант Экспертно-технического комитета при Кабинете Министров Украины.
Народный депутат Украины 12(1) соз. с 03.1990 (2-й тур) до 04.1994, Маловысковский выб. окр. № 232, Кировоградская область; председатель подкомитета по вопросам военно-пром. комплекса и конверсии Комиссии по вопросам обороны и государственной безопасности.
Кандидат в члены ЦК КПСС (1986—1990). Избирался депутатом Верховного Совета СССР 9-11-го созывов. Член ЦК КПУ в (1971—1990). Кандидат в члены Политбюро ЦК КПУ (1984—1990). Депутат Верховного Совета УССР 9-12-го созывов.
Академик Российской академии космонавтики им. К. Е. Циолковского (2003).

## Награды и звания
Награжден двумя орденами Ленина, орденом Октябрьской революции, двумя орденами Трудового Красного Знамени, а также украинскими орденами Орден «За заслуги» III (1999), II степени (2003). Кавалер 12 медалей.
Лауреат Государственной премии СССР, Государственной премии Украины.
Почётная грамота Президиума Верховного Совета УССР. Почетная грамота Кабинета министров Украины (2003).
Почетный радист СССР. Почетный связист СССР.